# Olympische Sommerspiele 1980/Leichtathletik – 4 × 100 m (Frauen)

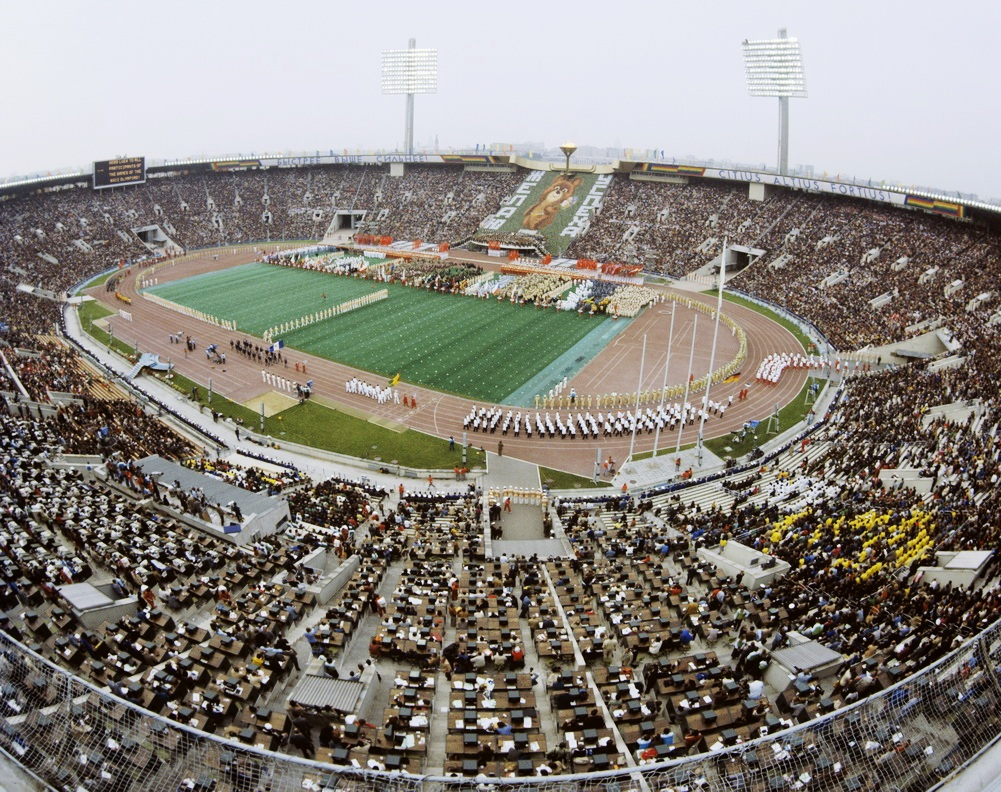
Das Luschniki-Stadion während der Eröffnungsfeier dieser Spiele

Die 4-mal-100-Meter-Staffel der Frauen bei den Olympischen Spielen 1980 in Moskau wurde am 1. August 1980 im Olympiastadion Luschniki ausgetragen. In acht Staffeln nahmen 32 Athletinnen teil.
Olympiasieger wurde die Staffel der DDR (Romy Müller, Bärbel Wöckel, Ingrid Auerswald, Marlies Göhr) mit der neuen Weltrekordzeit von 41,60 s.
Die Silbermedaille ging an die Staffel der Sowjetunion mit Wera Komissowa, Ljudmila Maslakowa, Wera Anissimowa und Natalja Botschina.
Großbritannien gewann die Bronzemedaille in der Besetzung Heather Hunte, Kathryn Smallwood, Beverley Goddard und Sonia Lannaman.
Staffeln aus der Schweiz, Österreich und Liechtenstein nahmen nicht teil. Die Staffel der Bundesrepublik Deutschland war wegen des Olympiaboykotts ebenfalls nicht dabei.

## Rekorde

### Bestehende Rekorde
| Weltrekord         | 41,85 s | DDR (Marlies Göhr, Ingrid Auerswald, Bärbel Wöckel, Romy Müller)   | Potsdam, DDR (heute Deutschland) | 13. Juli 1980 |
| Olympischer Rekord | 42,55 s | DDR (Marlies Göhr, Renate Stecher, Carla Bodendorf, Bärbel Wöckel) | Finale OS Montreal, Kanada       | 31. Juli 1976 |

### Rekordverbesserung
Die siegreiche Staffel der DDR verbesserte im Finale am 1. August in der Besetzung Romy Müller, Bärbel Wöckel, Ingrid Auerswald und Marlies Göhr den bestehenden olympischen Rekord um 95 Hundertstelsekunden auf 41,60 s, gleichzeitig steigerten sie damit den Weltrekord um 25 Hundertstelsekunden.

## Durchführung des Wettbewerbs
Da nur acht Staffeln am Wettbewerb beteiligt waren, konnte auf eine Qualifikationsrunde verzichtet werden. Das Finalrennen wurde am 1. August um 17:00 Uhr Ortszeit Moskau (UTC+3) durchgeführt.

## Ergebnis
Datum: 1. August 1980, 17:00 Uhr
| Platz | Staffel        | Besetzung                                                            | Zeit    | Anmerkung |
| ----- | -------------- | -------------------------------------------------------------------- | ------- | --------- |
| 1     | DDR            | Romy Müller Bärbel Wöckel Ingrid Auerswald Marlies Göhr              | 41,60 s | WR        |
| 2     | Sowjetunion    | Wera Komissowa Ljudmila Maslakowa Wera Anissimowa Natalja Botschina  | 42,10 s |           |
| 3     | Großbritannien | Heather Hunte Kathryn Smallwood Beverley Goddard Sonia Lannaman      | 42,43 s |           |
| 4     | Bulgarien      | Sofka Popowa Lilijana Panajotowa Marija Schischkowa Galina Entschewa | 42,67 s |           |
| 5     | Frankreich     | Veronique Grandrieux Chantal Réga Raymonde Naigre Emma Sulter        | 42,84 s |           |
| 6     | Jamaika        | Leleith Hodges Jacqueline Pusey Rosie Allwood Merlene Ottey          | 43,19 s |           |
| 7     | Polen          | Lucyna Langer Elżbieta Stachurska Zofia Bielczyk Grażyna Rabsztyn    | 44,49 s |           |
| DNF   | Schweden       | Linda Haglund Lena Möller Ann-Louise Skoglund Helena Pihl            |         |           |

Mit acht gemeldeten Teams war dieser Wettbewerb äußerst dünn besetzt und konnte in einem einzigen Rennen ohne Vorläufe durchgeführt werden. Wegen des Olympiaboykotts waren weder die US-Amerikanerinnen noch die bundesdeutschen Läuferinnen hier dabei. Die DDR-Staffel war mit ihren hochkarätigen Sprinterinnen die Favoritenstaffel. Aber auch der sowjetischen Mannschaft wurden gute Chancen eingeräumt, bei den letzten Europameisterschaften 1978 hatten sie den Titel gewonnen und dabei die DDR besiegt. Allerdings hatte sich die 100-Meter-Olympiasiegerin Ljudmila Kondratjewa verletzt und stand ihrer sowjetischen Staffel nicht zur Verfügung.
Das DDR-Team zeigte sich läuferisch äußerst stark und lag mit Romy Müller vom Start weg an der Spitze. Bärbel Wöckel baute die Führung noch aus. Ingrid Auerswald wechselte mit großem Vorsprung auf Marlies Göhr. Aber nachdem bereits die vorherigen Wechsel nicht überragend waren, verlor das Team hier einiges an Zeit gegenüber ihren Konkurrentinnen. Dennoch siegte die DDR am Ende überlegen und gewann die Goldmedaille sogar noch in neuer Weltrekordzeit. Silber ging wie erwartet an die UdSSR, die Britinnen errangen die Bronzemedaille vor Bulgarien und Frankreich.

## Video
- 1980 Moscow Olympics Womens 4x100m relay, youtube.com, abgerufen am 3. Januar 2018